# Старая ведьма
«Старая ведьма» (нем. Olle Hexe) — детский фильм 1991 года производства ГДР, снятый режиссёром Гюнтером Мейером.

## Сюжет
Восьмилетний Пауль, переехавший с матерью в одну из квартир небоскрёба, в первый же день начинает конфликтовать со своей сверстницей Анной. В лифте
между детьми снова возникает ссора из-за того, что Пауль и Анна не могут договориться о том, какой этаж выбрать. В пылу спора кнопки управления заклинили,
и лифт, словно по волшебству, начинает уносить их всё глубже и глубже под землю, пока, наконец, не остановился. После того как Паулю и Анне совместными
усилиями удаётся выбраться из лифта, они вместо подъезда дома оказываются на унылой заброшенной пустоши, полной различного мусора и старых разбитых автомобилей. Дети снова начинают конфликтовать, но их ссору прерывает подъехавшая говорящая слепая лошадь по кличке Анданте, у которой старая ведьма забрала зрение. Анданте сообщает детям, что они оказались во владениях старой ведьмы, которую они заметили сначала в лифте, а затем в старом автомобиле, и предостерегает их, напоминая, что ведьма обретает свою силу и жизненную энергию лишь тогда, когда двое начинают ссориться. Анданте, Пауль и Анна отправляются в опасный путь, чтобы победить ведьму и положить конец её власти.
Ведьма, питающаяся жизненной энергией детей, давно знает о том, что её время подходит к концу (на её часах времени стрелка начинает отсчитывать последний
час), и поэтому она изо всех сил старается продлить свои дни. Из-за постоянных разногласий ссорящиеся Пауль и Анна постоянно попадают на своём пути в
ловушки, расставленные ведьмой. Единственное средство противостоять ведьме — перестать ссориться и начать помогать друг другу. По пути к компании
присоединяются — волшебный говорящий будильник и потерявший своё былое мужество рыцарь Фридхельм, который остался без доспехов и оружия в прошлом, проиграв ведьме, а Анданте — его верный конь. Цель ведьмы — заполучить юность детей. От коня она получила острое зрение. А повелительницей времени она стала, уничтожив все часы в своей стране (или сняв с них стрелки). Ведьма с помощью своего зелья, выпитого Анной, заполучает её внешность и, приняв
облик девочки, пытается запутать путников, а саму Анну коварно похищает. Но друзья замечают подвох и разоблачают злоумышленницу.
Попав в замок ведьмы, друзья находят Анну, спящую в зарослях тернового куста. Пауль поцелуем пробуждает её от сна, напоминая сцену принца и принцессы из
«Спящей красавицы». Спустившись в подвал замка, друзья находят ведьму. Старая ведьма, которая подстраивала им по дороге в замок
различные козни, спасается в своём зеркале жизни, а после превращается в огромного паука. Проявив смекалку, Пауль с помощью жвачки
и резинки для волос, взятой у Анны, успешно создаёт ловушку, благодаря которой ему удаётся уничтожить опасного монстра. После того как часы времени остановились и ведьма была побеждена, Пауль, Анна, рыцарь Фридхельм и его конь Анданте вышли из лифта, откуда началось приключение рассорившихся детей. К рыцарю Фридхельму вернулась былая слава и его доспехи, а к его коню Анданте — зрение. Пауль и Анна на улице попрощались с рыцарем Фридхельмом и конём Анданте, которые отправились в путь для свершения новых подвигов. А волшебный говорящий будильник остался вместе с детьми в напоминание того, что им никогда больше не надо ссориться.

## В ролях
- Тобиас Готтшлих — Пауль
- Анне Сарваши — Анна
- Хайо Мюллер — рыцарь Фридхельм
- Анне-Эльзе Петцольд — ведьма
- Клаус Пионтек — конь Анданте (озвучивание)
- Йоахим Капс — будильник (озвучивание)
- Хайке Кацвинкель — госпожа Шёне
- Йоахим Шёниц — управдом
- Ульрике Ханке-Хенш — госпожа Волле

## Производство
Съёмки фильма проходили с 15 февраля по 6 июля 1990 года в Потсдаме, в окрестностях Биттерфельда и в чешском Мосте. Премьера
фильма состоялась 11 февраля 1991 года в Дворцовом театре в Гере. До этого фильм был показан 9 февраля в рамках Малого фестиваля
DEFA в берлинском кинотеатре «Babylon».
«Старая ведьма» задуман как детский фильм с элементами сказки, и в целом относится к фильмам-сказкам кинокомпании DEFA. Критики также писали, что «Старая ведьма» — это фантазийная сказка, в которой явно прослеживается влияние Михаэль Энде, как и в «Бесконечной истории», время выступает центральным мотивом в «Старой ведьме». Другим мотивом фильма является опасность современности, проявляющаяся через загрязнение окружающей среды и чрезмерной зависимости общества от видеоигр и телевидения.
Сцены пустоши снимались в выработанных карьерах бурого угля возле Боксберга на юге бывшей ГДР. В среднем
бюджет фильма достигал 1,5 млн. марок, при этом самые значительные расходы пришлись на съёмки в студии.

## Критика
Критика отметила новый фильм как кинематографический опыт, где буквально в каждом кадре кроется множество сюрпризов: каждый трюк сменяет другим,
временами становясь до ужаса захватывающим, но всё завершается ярким и оптимистичным финалом.
Lexikon des internationalen Films назвал фильм «Старая ведьма» «лёгкой поставленной фантастической сказкой», которая, связывая ситуации и образы из
сказочного мира с повседневным опытом своей юной целевой аудитории, представляет собой захватывающую и юмористическую историю, полную волшебных трюков,
идеально подходящую для детей.